# The Circle (singel)
The Circle – siódmy singel oraz utwór niemieckiego DJ-a i producenta – Tomcrafta, wydany 21 listopada 1997 (dokładnie miesiąc po wydaniu poprzedniego singla Mind) w Niemczech przez wytwórnię Kosmo Records (wydanie CD i 12"). Utwór pochodzi z debiutanckiego albumu Tomcrafta – All I Got (czwarty singel z tej płyty). Na singel składają się tylko utwór tytułowy w czterech wersjach (CD) i w dwóch wersjach (12"). Singel (w wersji 12" z dwiema wersjami utworu) został również wydany w Wielkiej Brytanii.

## Lista utworów

### Niemcy

#### CD
1. The Circle (Radio Edit – Vocal Version) (3:47)
2. The Circle (Radio Edit – Non Vocal Version) (3:43)
3. The Circle (Clubmix) (8:39)
4. The Circle (Original) (9:06)

#### 12"
1. The Circle (Clubmix) (8:39)
2. The Circle (Original) (9:06)

### Wielka Brytania(12")
1. The Circle (Jimpy Remix)
2. The Circle (Club Mix)